# Passage Tomb von Ravensdale Park
Das Passage Tomb von Ravensdale Park (auch Clermont Carn oder Black Mountain genannt) liegt auf dem 508 m hohen Black Mountain, im Norden der Cooley-Halbinsel im Townland Ravensdale Park (irisch Gleann na bhFiach) im County Louth in Irland nahe der Grenze zu Nordirland, am Wanderweg Táin Way oder Táin Trail (irisch Slí na Tána).
Der runde Cairn des Passage Tombs hat etwa 21,0 m Durchmesser und mehr als 4,0 m Höhe. Die Überreste einer megalithischen Struktur von etwa 3,5 m Länge liegen im südwestlichen Quadranten. Sie scheinen zu einem Passage Tomb unsicherer Form zu gehören. Es ist offen im Südwesten und verengt sich von etwa 1,0 m Breite auf 0,5 m an der Rückseite. Drei Stürze befinden sich in situ. Der hintere Teil ist auf etwa 0,7 m Länge von Kraggewölbe überdeckt.
Nahe der Mitte des Cairns liegen die Reste eines 3,3 m messenden Rundbaus aus Trockenmauerwerk, der von Thomas Fortescue, 1. Baron Clermont, gebaut worden sein kann, dem auch der Steinkreis zugeschrieben wird.
In der Nähe befinden sich das Court Tomb, der moderne Steinkreis und die Steinreihe von Ravensdale.